# Tvingstrup
Tvingstrup is een plaats in de Deense regio Midden-Jutland, gemeente Horsens, en telt 512 inwoners (2008).